# 如果有妹妹就好了。
《如果有妹妹就好了。》是平坂讀撰寫、繪製插畫的日本輕小說作品。2016年1月決定製作廣播劇CD。2018年12月，累計發行250萬部突破。
2017年4月宣布改編電視動畫，同年10月8日於東京都會電視台首播。
宣传标语是“青春爱情喜剧的终点（青春ラブコメの到達点）”。在作者前作《我的朋友很少》的日语原版书籍后记中公布的简称为“（直译：如果有）”，后来改为“（直译：妹妹甚至）”。

## 故事簡介
妹控小說家羽島伊月身邊總是有著各具特色的朋友們，不純潔卻痴情的作家可兒那由多、青春氣息滿堂的女大學生白川京、私下深愛女僕裝的同期作家春斗、隱形虐待狂的稅理士大野艾希莉以及坐而言不如起而行的插畫家屁桃，伊月熱鬧的生活往往少不了她們，而擅長家事的隱·弟弟千尋，其實有著不可告人的秘密……
本書許多內容都是以作者的生活經驗以及在業界的體驗集合而成，從許多角色的設定上不難看出當紅作家和作者本人的影子。例如於第七集登場的角色關原幽就和作者本人有許多相同之處。

## 登場角色
- 配音為廣播劇CD[4]／電視動畫[5]。

### 主要角色
羽島伊月（聲：小林裕介）
生日6月6日。本作男主角。高中二年級獲得新人獎後以小說家的身分出道，有就讀過大學，但後來主動退學，是重度妹控。母親在伊月國中二年級時逝世，父親再婚，但羽島伊月有點不太諒解，因此以寫小說為藉口在外租屋獨居。
對可兒那由多有好感，但多次拒絕了對方的告白，理由是自己的成就不及對方，打算在自己能有和她相當的名望後再交往。
三年內一共出版了二十本書，其中的輕小說作品「妹法學園」成功漫畫化，並有著在ORICON文庫中獲得週間前十名的佳績，但延遲交稿的程度屬於「惡魔」等級。交不出稿又到處跑時，所屬文庫會把他關到編輯部地下室的閉關房，直到交出稿為止。
於第六卷向可兒那由多告白，被接受並成為情侶。於十三卷與可兒那由多結婚。
羽島千尋（聲：山本希望）
生日9月6日。伊月沒有血緣關係的弟弟，實際上是女孩子，但伊月並不知道這件事情。知道她是女孩子的除了父母與同學外，只有大野艾希莉。由於羽島伊月基本上並無生活自理能力，因此會負責住家的打掃與煮飯。
在艾希莉处打工时被发现女儿身后，约定对哥哥坦白。
有著惠那刹那所稱「千年難得一見的驚爲天人的屁股」，曾經為了尋求靈感還脫了羽島千尋的褲子而被羽島千尋以上段踢踢昏。
之後，因為笠松青葉對伊月的稱呼改變，還有羽島棗（千尋的母親、伊月的繼母）再次懷孕，螃蟹公在庫洛尼卡編年史時對千尋的吐槽等等原因，刺激到千尋的忌妒心，不小心對著參與庫洛尼卡編年史的各位脫口出自己其實是伊月「妹妹」的秘密。
可兒那由多（聲：金元壽子）
三圍：88/60/83
生日7月10日。本名為「本田和子」，可兒那由多是筆名。伊月的後輩，中學時遭受校园欺凌而不願再上學，偶然之下看到羽島伊月的出道作覺得很有趣，甚至還愛慕上了當時尚未謀面的對方。為了想和他見面於是就自己開始寫小說，並投稿至伊月參加過的新人獎，在獲獎後以小說家的身分出道。
和伊月初次見面就因為過度緊張吐了對方一身，之後與責任編輯一起去伊月家道歉，並向他告白遭拒，之後就成了互相來往的好友。對伊月十分熱情，且對他的言語和行動都顯得極為變態，满口黃段子。
「景色」系列作者，其內容連羽島伊月都自嘆不如，是所屬文庫的台柱作家，但延遲交稿的程度屬於最高級的「魔王」等級。交不出稿想要閉關時，所屬文庫會出錢幫她租豪華套房讓她住到爽。写作的时候需要全裸。
喜歡伊月，並稱呼他為前輩。外號叫「螃蟹公」（可兒的日文發音與螃蟹相同，公在這裡是帶有些微戲謔之意的稱呼）。
於第六卷被羽島伊月告白，接受並成為情侶。於十三卷與伊月結婚。
白川京（聲：種田梨沙（第四卷廣播劇）→加隈亞衣（第七卷廣播劇、電視動畫））
三圍:83/58/82
生日4月29日，目前年齡21歲。伊月讀大學時的同學。由於很在意伊月在大學做出的奇特舉動而與他攀談，並就此成為好友。與可兒那由多的關係極佳，甚至是到百合的程度。生日時，可兒那由多送她一份以羽島伊月及白川京為主角的神話色情小說，看過之後腦袋會不受控制地開始做起激烈的粉紅色妄想。
在土岐健次郎的引薦下到文庫編輯部打工，意外成為羽島伊月作品動畫化及漫畫化的推手，同時也讓可兒那由多同意讓自己的作品多媒體化。打工兩個月後離職，被預定為正式員工。
喜歡羽島伊月，但是被拒絕。
本作完結後，作者又創作了《截稿日之前，百合的進度特別快》，並安排白川京為主要角色，作為主角白川愛結的堂姊及海老原優佳理的責任編輯。
不破春斗（聲：日野聰）
生日9月16日。與伊月同期出道的小說家。私底下很喜歡女僕與成人遊戲，害怕手中握有自己把柄的稅理士·大野艾希莉。遵守截稿日的程度屬於「天使」等級。輕小說作品「絕界的聖靈騎士」動畫化，但成品慘不忍睹。
大學時期是桌遊社社員，因此對桌遊非常熟悉，但因社團內的男女關係混亂導致社團倒社。
因為在和伊月及那由多玩「我要成為萬人迷」這款桌遊時大獲全勝，而被那由多長期以「淫棍王子」稱呼。
喜歡白川京，但是被拒絕。
在小說11卷的Q&A專欄被伊月公布本名「松尾晴彥」。
惠那刹那（聲：無／代永翼）
生日11月3日。少年天才插畫家，筆名為屁桃，髮色以藍色為基調染了三色，並身著原宿系的服裝。
擅長畫可愛風格的女孩子，那種「又嫩又有彈性」的屁股感據傳只有他才畫得出來，為了追尋靈感，經常去混浴溫泉找材料，身体结实且发达，在泡溫泉時胯下的尺寸令羽島伊月與不破春斗感到自卑。經常性脫稿，又因為難以聯絡還到處跑，因此責任編輯在找到他後會把他關到編輯部地下室的閉關房，直到交出稿為止。
在「妹妹的一切」漫畫第一稿時，因無法接受三國山蠶畫上內衣褲而主動要求與她比漫畫，但因繪畫方式比起漫畫更像是插畫而敗下陣，轉而接受三國山蠶的畫法。
在看到畢加索的畫作後深受啟發，畫風大變並成為「巴勃羅·屁桃索」。
大野艾希莉（聲：無／沼倉愛美）
手腕高明，但是討厭接遺產爭奪案件的稅理士。金髮碧眼，外表像是個15歲少女，實際上已經32歲，經常穿著紅色蘿莉塔風的洋裝。
喜歡藉由報稅者的活動加以「虐待」以獲得快感，然後再讓報稅者獲得大筆退稅。經由不破春斗介紹而成為羽島伊月的稅理士，但不破春斗不敢再找她當稅理士。
生活自理機能低下，因此請羽島千尋來打工整理屋子，意外發現羽島千尋其實是女的。因過去感情失敗的因素，對大胸部女性及愛好大胸部的男性抱持恨意。
曾與關原幽交往過一段時間。
三國山蠶（聲：無／藤田茜）
羽島伊月作品「妹妹的一切」的漫畫作者。群馬縣人，老家在製作絲質內衣褲，因此對內衣褲有極為強烈的執著。把原著內容的裸體畫全部加上內衣褲，一開始惹起大風波，但在她的壓倒性畫風下讓所有人都接受，卻意外地被可兒那由多發現她不會畫裸體，於是在可兒那由多與白川京的「誘導」下學會裸體畫。
本名有「絹惠」二字。
頭上有一件髮箍，那是以父親在她10歲時送她的一件內褲摺成的，要作畫時會把髮箍拿下拆開，以「瘋狂假面」的方式將內褲罩在臉上。

### 編輯部
在本作中登場的GF文庫的編輯部。
土岐健次郎（聲：無／鳥海浩輔）
生日10月15日。羽島伊月與不破春斗的責任編輯，總是做上班族打扮，私底下經常出入聲色場所。酒品不佳，一喝醉酒就會大談聲色場所，讓在場女性以看垃圾的眼光看著他，醉倒了就隨地睡著也沒人理。
在第八集失誤將動畫化消息提早釋出，為了謝罪而剃了光頭。
山縣绮羅良（聲：赤崎千夏）
可兒那由多的責任編輯，對於一直拿不到可兒那由多的原稿感到頭痛。
身為責任編輯，雖然討厭可兒那由多，但也喜歡她的作品。可兒那由多對她的態度則是「不抱期待」。
神戶聖
羽島伊月等人所屬GIFT文庫總編輯，外表跟黑道大哥沒甚麼兩樣。
編輯部酒會的習慣，一旦喝醉酒就開始脫褲子獻寶，接著就被店家趕出門。

### 其他角色
不破凜（聲：水橋香織）
傲嬌型兄控妹妹，使不破春斗覺得「妹妹果然不是什麽好東西」。羽島伊月對其形容為「虛有其名的珍禽異獸」。
私底下其實相當在意哥哥的作品動態，也會為了哥哥的作品動畫品質低下而生氣
羽島啟輔（聲：千葉一伸）
伊月的生父，千尋的繼父。對於伊月的創作難以接受，但是每次到書店時仍會刻意經過輕小說區關心他的出書狀況。
羽島和花
伊月的生母。在伊月升上小學6年級時生病住院，2年後(伊月中學2年級時)病逝。
羽島棗
伊月的繼母，千尋的生母。曾經是風俗店的酒店小姐。由於她與伊月的父親再婚，伊月因此離家出走，避不見面。後來再次懷孕，成為千尋自爆是女生的原因之一。
三田洞女傭（聲：皆川純子）
羽島家請來的女傭，伊月小學6年級時，因母親生病住院，而父親則忙於工作，所以請了三田洞女傭來照顧伊月。
三田洞彩音（聲：高森奈津美）
羽島家請來的女傭的女兒，大伊月2屆的學生，伊月國中2年級時，為高中1年級，第一次來羽島家之後的每週都會來羽島家找伊月玩和談論輕小說，但在一次的失戀下，被伊月告白後，拒絕了伊月的告白，只說把伊月當成弟弟看待而已，被伊月狠下心的說「不要再來了，我不需要什麼姐姐，如果有妹妹就好了」。

## 出版書籍

### 輕小說
| 集數 | 小學館         | 小學館                                                    | 東立出版社     | 東立出版社                                                 |
| 集數 | 發售日期       | ISBN                                                      | 發售日期       | ISBN／EAN                                                  |
| ---- | -------------- | --------------------------------------------------------- | -------------- | ---------------------------------------------------------- |
| 1    | 2015年3月18日  | ISBN 978-4-09-451507-7                                    | 2015年10月8日  | ISBN 978-986-462-268-9                                     |
| 2    | 2015年7月17日  | ISBN 978-4-09-451560-2                                    | 2016年1月29日  | EAN 471-094-554-811-1（首刷限定版）                        |
| 2    | 2015年7月17日  | ISBN 978-4-09-451560-2                                    | 2016年2月2日   | ISBN 978-986-462-839-1                                     |
| 3    | 2015年11月18日 | ISBN 978-4-09-451580-0                                    | 2016年5月9日   | EAN 471-094-554-818-0（首刷附錄版）                        |
| 3    | 2015年11月18日 | ISBN 978-4-09-451580-0                                    | 2018年4月3日   | ISBN 978-986-470-309-8                                     |
| 4    | 2016年3月18日  | ISBN 978-4-09-451597-8（CD特裝版） ISBN 978-4-09-451598-5 | 2016年8月1日   | EAN 471-094-554-920-0（首刷附錄版）                        |
| 4    | 2016年3月18日  | ISBN 978-4-09-451597-8（CD特裝版） ISBN 978-4-09-451598-5 | 2018年4月3日   | ISBN 978-986-470-703-4                                     |
| 5    | 2016年7月20日  | ISBN 978-4-09-451618-0                                    | 2016年10月20日 | EAN 471-094-554-971-2（首刷附錄版）                        |
| 5    | 2016年7月20日  | ISBN 978-4-09-451618-0                                    | 2018年1月22日  | ISBN 978-986-482-093-1                                     |
| 6    | 2016年12月20日 | ISBN 978-4-09-451646-3                                    | 2017年3月27日  | EAN 471-094-555-145-6（首刷附錄版）                        |
| 6    | 2016年12月20日 | ISBN 978-4-09-451646-3                                    | 2018年1月22日  | ISBN 978-986-482-827-2                                     |
| 7    | 2017年5月18日  | ISBN 978-4-09-451676-0（CD特裝版） ISBN 978-4-09-451677-7 | 2017年8月7日   | EAN 471-094-555-304-7（首刷附錄版）                        |
| 7    | 2017年5月18日  | ISBN 978-4-09-451676-0（CD特裝版） ISBN 978-4-09-451677-7 | 2018年1月30日  | ISBN 978-986-486-567-3                                     |
| 8    | 2017年9月20日  | ISBN 978-4-09-451697-5                                    | 2017年12月21日 | EAN 471-094-555-413-6（首刷附錄版）                        |
| 8    | 2017年9月20日  | ISBN 978-4-09-451697-5                                    | 2018年2月28日  | ISBN 978-957-260-200-3                                     |
| 9    | 2018年2月20日  | ISBN 978-4-09-451719-4                                    | 2018年7月13日  | EAN 471-094-555-607-9（首刷附錄版）                        |
| 10   | 2018年7月18日  | ISBN 978-4-09-451742-2                                    | 2018年11月1日  | EAN 471-094-555-768-7（首刷附錄版）                        |
| 11   | 2018年12月18日 | ISBN 978-4-09-451764-4（特裝版） ISBN 978-4-09-451765-1   | 2019年4月3日   | EAN 471-094-555-928-5（首刷附錄版）                        |
| 12   | 2019年4月18日  | ISBN 978-4-09-451782-8                                    | 2019年7月31日  | EAN 471-094-556-020-5（首刷限定版） ISBN 978-957-263-626-8 |
| 13   | 2019年9月18日  | ISBN 978-4-09-451807-8（CD特裝版） ISBN 978-4-09-451808-5 | 2020年1月21日  | EAN 471-060-104-124-6（首刷限定版） ISBN 978-957-264-460-7 |
| 14   | 2020年2月18日  | ISBN 978-4-09-451828-3                                    | 2020年7月1日   | EAN 471-060-104-247-2（首刷限定版）                        |
| 14   | 2020年2月18日  | ISBN 978-4-09-451828-3                                    | 2020年7月6日   | ISBN 978-957-265-276-3                                     |

### 漫畫版
如果有妹妹就好了。 @comic
《月刊Sunday GX》2016年1月開始連載，作畫為伊童。
| 卷數 | 小學館         | 小學館                 | 東立出版社     | 東立出版社             |
| 卷數 | 發售日期       | ISBN                   | 發售日期       | ISBN                   |
| ---- | -------------- | ---------------------- | -------------- | ---------------------- |
| 1    | 2016年5月19日  | ISBN 978-4-09-157448-0 | 2016年10月20日 | ISBN 978-986-470-996-0 |
| 2    | 2016年11月18日 | ISBN 978-4-09-157465-7 | 2017年3月8日   | ISBN 978-986-470-997-7 |
| 3    | 2017年5月19日  | ISBN 978-4-09-157485-5 | 2018年2月9日   | ISBN 978-986-486-345-7 |
| 4    | 2017年9月20日  | ISBN 978-4-09-157499-2 | 2019年2月22日  | ISBN 978-986-486-890-2 |
| 5    | 2018年2月19日  | ISBN 978-4-09-157514-2 | 2020年10月30日 | ISBN 978-957-26-0773-2 |
| 6    | 2018年8月17日  | ISBN 978-4-09-157538-8 |                |                        |
| 7    | 2019年2月24日  | ISBN 978-4-09-157559-3 |                |                        |
| 8    | 2019年6月24日  | ISBN 978-4-09-157566-1 |                |                        |
| 9    | 2019年10月18日 | ISBN 978-4-09-157576-0 |                |                        |

如果有妹妹就好了。外傳 如果能變成妹妹就好了！
於《月刊GANGAN JOKER》連載，作畫
| 卷數 | 史克威爾艾尼克斯 | 史克威爾艾尼克斯       | 東立出版社    | 東立出版社             |
| 卷數 | 發售日期         | ISBN                   | 發售日期      | ISBN                   |
| ---- | ---------------- | ---------------------- | ------------- | ---------------------- |
| 1    | 2017年5月18日    | ISBN 978-4-75-755341-5 | 2019年1月19日 | ISBN 978-957-26-2066-3 |
| 2    | 2017年9月20日    | ISBN 978-4-75-755472-6 | 2020年2月14日 | ISBN 978-957-26-2067-0 |
| 3    | 2018年2月22日    | ISBN 978-4-75-755632-2 | 2020年11月6日 | ISBN 978-957-26-2068-7 |

## 電視動畫

### 製作人員
- 原作、系列構成、全集編劇：平坂讀[5]
- 角色原案：監督[5]
- 導演：大沼心[5]
- 系列導演：玉村仁
- 角色設計、總作畫監督：木野下澄江
- 主動畫師：青木慎平
- 道具設計：泉美紗子
- 美術監督：坂上裕文
- 色彩設計：平井麻實
- 攝影監督：臼田睦
- 剪輯：REAL-T
- 音響監督：土屋雅紀（日语：土屋雅紀）
- 音樂：菊谷知樹
- 音樂製作：Lantis
- 動畫製作：SILVER LINK.[5]

### 主題曲
片頭曲
作詞：松井洋平，作曲、編曲：yuxuki waga，主唱：ChouCho
片尾曲
（第1－3話、第5－8話、第10－12話）
作詞、作曲、主唱：結城愛良，編曲：
（第4話）
作詞：安藤紗紗，作曲・編曲：佐伯高志，主唱：大野艾希莉（沼倉愛美）
（第9話）
作詞：安藤紗紗，作曲・編曲：渡邊未來，主唱：三國山蠶（藤田茜）

### 各話列表
| 話數   | 日文標題 | 中文標題                                                     | 編劇   | 分鏡                   | 演出            | 作畫監督                                                                         | 片尾插畫                              | 改編原作小說 |
| ------ | -------- | ------------------------------------------------------------ | ------ | ---------------------- | --------------- | -------------------------------------------------------------------------------- | ------------------------------------- | ------------ |
| 第1話  |          | 如果有擅長料理的弟弟和 全裸的美少女和 意氣相投的朋友就好了。 | 平坂讀 | 玉村仁                 | 玉村仁          | 櫻井司、大槻南雄 工藤、柴田志朗 錦織成                                           |                                       | 第1卷        |
| 第2話  |          | 如果有奇蹟就好了。                                           | 平坂讀 | 玉村仁                 | 五味伸介        | 平田和也、大槻南雄 佐藤香織、宇良隆太 藤井文乃、島田英明 吉田和香子              |                                       | 第1卷        |
| 第3話  |          | 只要取材就好了。                                             | 平坂讀 | 澤井幸次               | 福多潤          | 大塚舞、平田和也 大槻南雄、佐藤香織 錦織成、木下勇喜                             | 紅緒                                  | 第1卷        |
| 第4話  |          | 只要工作就好了。                                             | 平坂讀 | 渡邊慎一               | 佐佐木純人      | 大塚舞、平田和也 大槻南雄、佐藤香織 錦織成、富田佳了                             | 青木慎平                              | 第2卷        |
| 第5話  |          | 只要寫小說就好了。                                           | 平坂讀 | 二瓶勇一               | 板庇迪          | 大塚舞、大島美和 平田和也、金正男 泉美紗子、宇島隆太 佐藤香織、藤井文乃 大槻南雄 |                                       | 第2卷        |
| 第6話  |          | 只要跨媒體製作順利就好了。                                   | 平坂讀 | 湊未來                 | 小柴純彌        | 金澤龍、八代紀實子 本田辰雄、大槻南雄 佐藤香織                                   |                                       | 第2卷        |
| 第7話  |          | 只要有冒險就好了。                                           | 平坂讀 | 岩畑剛一               | 高村雄太        | 大塚舞、平田和也 佐藤香織、錦織成 大槻南雄、岡田雅人 泉美紗子、宇良隆太 藤井文乃 | 羽島伊月、羽島千尋 可兒那由多、白川京 | 第2卷        |
| 第8話  |          | 只要有戀愛與友情就好。                                       | 平坂讀 | 宇根信也               | 佐佐木純人      | 佐藤香織、柴田志朗 大槻南雄、岩田幸子 山本亮友、平田和也 藤井文乃                | 木野下澄江                            | 第3、4卷     |
| 第9話  |          | 只要有全裸與內衣褲就好了。                                   | 平坂讀 | 渡邊慎一               | 板庇迪          | 平田和也、大塚舞 大槻南雄、佐藤香織 藤井文乃                                     | 山田孝太郎                            | 第3、4卷     |
| 第10話 |          | 沒有煩惱就好了。                                             | 平坂讀 | 渡邊慎一 湊未來 玉村仁 | 山口賴房        | 大塚舞、平田和也 佐藤香織、大槻南雄 藤井文乃、泉美紗子                           | 泉美紗子                              | 第3、4卷     |
| 第11話 |          | 如果能成為主角就好了。                                       | 平坂讀 | 渡邊慎一               | 板庇迪 西島圭祐 | 大塚舞、平田和也 佐藤香織、大槻南雄 八代紀實子、泉美紗子 錦織成、藤井文乃        | 白身魚                                | 第3、4卷     |
| 第12話 |          | 如果有妹妹就好了？                                           | 平坂讀 | 澤井幸次               | 佐佐木純人      | 平田和也、佐藤香織 大槻南雄、藤井文乃                                            | 監督                                  | 第3、4卷     |

### BD
| 卷數 | 發售日期      | 收錄話數      | 規格編號  |
| ---- | ------------- | ------------- | --------- |
| 上   | 2018年1月26日 | 第1話－第6話  | BCXA-1310 |
| 下   | 2018年3月23日 | 第7話－第12話 | BCXA-1311 |

### 播放電視台
日本深夜動畫：下文記載的日本国内播放時間使用日本標準時間（UTC+9）表示。因為部分時間标识會採用30小时制，因此請留意这类超过24:00的时间，其實際播放時間為翌日清晨。
| 播放日期                 | 播放時間                            | 播放電視台     | 播放地區 | 備註                               |
| ------------------------ | ----------------------------------- | -------------- | -------- | ---------------------------------- |
| 2017年10月8日 - 12月24日 | 星期日 22:30 - 23:00 （星期日晚上） | 東京都會電視台 | 東京都   |                                    |
|                          | 星期日 23:00 - 23:30 （星期日晚上） | 京都放送       | 京都府   |                                    |
|                          | 星期日 00:30 - 01:00 （星期日深夜） | SUN電視台      | 兵庫縣   |                                    |
| 2017年10月10日 -         | 星期二 00:00 - 00:30 （星期二深夜） | 日本BS放送     | 日本全國 | 製作参加 / BS放送 / 『ANIME+節目』 |
| 2017年10月14日 -         | 星期六 23:30 - 00:00 （星期六晚上） | AT-X           | 日本全國 | CS放送 / 有重播節目                |

### 播放網路平台
日本深夜動畫：下文記載的日本国内播放時間使用日本標準時間（UTC+9）表示。因為部分時間标识會採用30小时制，因此請留意这类超过24:00的时间，其實際播放時間為翌日清晨。
| 網路播放日期              | 網路播放時間 | 播放網路平台 | 備註                        | 2020年2月9日－2月21日 |
| ------------------------- | ------------ | ------------ | --------------------------- | --------------------- |
| 星期一至日 23:00 晚上更新 | YouTube      | 有繁體字幕   | 2017年10月8日－2018年1月1日 | 星期日 23:00 晚上更新 |
| 巴哈姆特動畫瘋            | 有繁體字幕   |              |                             | bilibili              |
| 有簡体字幕                |              | 星期一 更新  | LiTV 線上影視               | 有繁體字幕            |

## 外部連結
- 妹さえいればいい。特設サイト：：小学館::ガガガ文庫 （页面存档备份，存于）（日語）
- 妹さえいればいい。@comic | 小学館コミック -サンデーGENE-X- （页面存档备份，存于）（日語）
- 妹さえいればいい。外伝　妹にさえなればいい！ - 連載作品 - ガンガンJOKER -SQUARE ENIX- （页面存档备份，存于）（日語）
- TVアニメ「妹さえいればいい。」公式サイト （页面存档备份，存于）
- 『妹さえいればいい。』アニメ公式的X（前Twitter）（日語）